# Diana Chalá
Diana Verónica Chalá Zamora (ur. 20 maja 1982) – ekwadorska judoczka.
Uczestniczka mistrzostw świata w 2003, 2013 i  2014. Startowała w Pucharze Świata w latach 2004, 2005, 2007 i 2010-2016. Zajęła piąte miejsce na igrzyskach panamerykańskich w 2003 i 2015. Zdobyła trzy medale na mistrzostwach panamerykańskich w latach 2003 - 2005. Sześciokrotna medalistka igrzysk Ameryki Południowej. Wygrała igrzyska boliwaryjskie w 2013, a druga w 2001 i 2005 roku. Zdobyła osiem medali mistrzostw Ameryki Południowej.